# Droga magistralna A13 (Litwa)
Droga magistralna A13 (lit. Magistralinis kelias A13) – litewska droga magistralna długości 45,15 km. Łączy Kłajpedę z granicą litewsko-łotewską, gdzie przechodzi w łotewską drogę magistralną A11 w kierunku Lipawy. Droga jest częścią trasy europejskiej E272.